# Fentanil
Fentaníl je opioidna učinkovina, ki se uporablja kot protibolečinsko zdravilo in v kombinaciji z drugimi zdravili kot anestetik. Zlorablja se kot rekreativna droga, pogosto pomešan s heroinom ali kokainom. Njegov učinek nastopi hitro, traja pa običajno največ dve uri. V klinični uporabi se uporablja na različne načine, in sicer z injiciranjem, v nosnih pršilih, transdermalnih obližih ali kot tablete za lokalno uporabo v ustni votlini.
Med pogoste neželene učinke spadajo bruhanje, zaprtje, sedacija, zmedenost, halucinacije in poškodbe zaradi slabe koordinacije telesa. Možni hudo neželeni učinki vključujejo upočasnjeno dihanje (respiratorno depresijo), serotoninski sindrom, nizek krvni tlak, zasvojenost in komo. Fentanil deluje primarno kot agonist opioidnih receptorjev μ. Po učinku je okoli 100-krat močnejši od morfina; nekateri njegovi analogi, kot je karfentanil, pa so celo okoli 10.000-krat močnejši.
Fentanil je prvi sintetiziral Paul Janssen leta 1960; za klinično uporabo so ga v Združenih državah Amerike odobrili leta 1968. Leta 2015 se je v medicinske namene v svetovnem merilu uporabilo 1600 kg fentanila. Podatki za leto 2017 so pokazali, da je fentanil najpogosteje uporabljan sintetični opioid v medicini. Transdermalni obliži s fentanilom so uvrščeni na seznam osnovnih zdravil Svetovne zdravstvene organizacije, torej med najpomembnejša učinkovita in varna zdravila, potrebna za normalno zagotavljanje zdravstvene oskrbe.
Fentanil predstavlja zlasti v Združenih državah Amerike veliko breme zaradi naraščajočega števila smrtnih žrtev preodmerjanja. Gre za tako imenovano epidemijo fentanila, kot del širšega problema ameriške opioidne krize. Fentanil je leta 2018 izpodrinil heroin kot najbolj smrtonosno mamilo. Leta 2016, na primer, so fentanil in njegovi analogi povzročili so smrt več kot 20.000 ljudi, polovico vseh smrti zaradi preodmerjanja z opioidi. Število smrti narašča in leta 2021 je zaradi preodmerjanja s fentanilom v ZDA umrlo že več kot 70.000 ljudi. Ob tem pa raven predpisanih zdravil s fentanilom ostaja na isti ravni. Večina teh smrti je povezana z nezakonito proizvedenim fentanilom. V Evropi in tudi v Sloveniji se fentanil kot prepovedana droga uporablja v veliko manjšem obsegu. Po podatkih Nacionalnega inštituta za javno zdravje so uporabo fentanila v rekreativne namene pri nas prvič zaznali leta 2016; tudi odtlej se njegova uporaba zaznava redko, kar velja za fentanil kot primes heroinu in čisto obliko.

## Klinična uporaba

### Anestezija
Fentanil se intravensko pogosto uporablja kot anestetik in analgetik. Za indukcijo splošne anestezije se daje v kombinaciji s sedativom-hipnotikom, kot sta propofol in tiopental, ter mišičnim relaksansom. Za vzdrževanje anestezije se lahko nato uporabijo inhalacijski anestetiki ali nadaljnji odmerki fentanila. Le-ti se običajno odmerjajo v 15–30-minutnih presledkih med potekom posega, kot sta endoskopija ali operacija.

#### Področna anestezija
Fentanil je najpogosteje uporabljan opioid za intratekalno uporabo za doseganje področne anestezije, saj njegove lipofilne (maščoboljubne) lastnosti omogočajo hiter nastop učinka (v 5–10 minutah), njegovo delovanje pa je srednje dolgo (60–120 minut). Spinalna uporaba hiperbaričnega bupivakaina in fentanila predstavlja optimalno kombinacijo. Skoraj takojšnji nastop učinka fentanila zmanjšuje visceralno nelagodje in celo slabost med posegom.

#### Porodništvo
Fentanil se občasno uporablja intratekalno kot del spinalne anestezije ali epiduralno za doseganje epiduralne anestezije in epiduralne analgezije. Zaradi visoke maščobotopnosti fentanila je njegov učinek bolj lokaliziran kot pri morfinu, nekateri zdravniki pa dajejo prednost fentanilu pred morfinom tudi zaradi njegovega obsežnejšega protibolečinskega učinka. Pogosto se uporablja v anesteziji pri porodih zaradi kratkega časa do nastopa največjega učinka (okoli 5 minut), hitrega prenehanja delovanja po enkratnem odmerku ter relativno stabilnega kardiovaskularnega profila. V porodništvu mora biti odmerjanje strogo uravnavano, da ne pride do prenosa večjih količin fentanila z matere na plod. Pri visokih odmerkih lahko povzroči pri plodu po rojstvu dihalno stisko. Zato so učinkovine s krajšim delovanjem, kot sta  alfentanil ali remifentanil, v kontekstu splošne anestezije primernejša izbira.

### Protibolečinsko zdravljenje
Fentanil se poleg anestezije uporablja tudi kot protibolečinsko zdravilo za lajšanje hudih bolečin, na primer med posegi in po njih, za lajšanje prebojne bolečine pri rakavih bolnikov, hude kronične bolečine itd. Nenamensko se uporablja tudi za zdravljenje zmerne do hude akutne bolečine. Kot protibolečinsko zdravilo je na voljo v različnih farmacevtskih oblikah: v injekcijah (le za bolnišnično uporabo), transdermalnih obližih, podjezičnih tabletah in nosnih pršilih.

#### Kronična bolečina
Fentanil se uporablja za zdravljenje kronične bolečine, vključno s kronično bolečino zaradi raka. Za ta namen se pogosto uporablja fentanil v transermalnih obližih. Fentanil iz transdermalnega obliža se počasi sprošča in se skozi kožo absorbira v krvni obtok. Iz obliža učinkovina prehaja v telo 48 do 72 ur od namestitve, kar omogoča dolgotrajno lajšanje bolečine. Odmerek je odvisen od velikosti obliža, saj je načeloma hitrost absorpcije skozi kožo pri stalni telesni temperaturi stalna. Obliž je treba zamenjati na 72 ur. Hitrost absorpcije je odvisna od več dejavnikov, zlasti telesne temperature, tipa kože, količine podkožnega maščevja in mesta namestitve obliža. Dostavni sistemi različnih proizvajalcev se lahko prav tako razlikujejo glede hitrosti absorpcije. Pod običajnimi pogoji nastopi maksimalni učinek po 12–24 urah po namestitvi obliža, zato pogosto zdravniki hkrati predpišejo še hitrodelujoči protibolečinski opioid, kot sta morfin in oksikodon, za obvladovanje prebojne bolečine. Dolgotrajna učinkovitost fentanila pri lajšanju nevropatske bolečine ni dokazana.

#### Prebojna bolečina
V zdravljenju prebojne bolečine pri bolnikih z rakom, torej prehodnega poslabšanja sicer nadzorovane kronične bolečine, se uporablja fentanil na primer v obliki podjezičnih tablet ali nosnega pršila. Prebojna bolečina pri rakavih bolnikih običajno nastopi nenadno, je huda in traja omejen čas. Pomemben je hiter učinek protibolečinskega zdravila.

#### Paliativno zdravljenje
V paliativnem zdravljenju se transdermalni obliži s fentanilom uporabljajo:
- pri bolnikih, pri katerih je bolečina sicer pod nadzorom s pomočjo drugega opioidnega protibolečinskega zdravila, vendar ne morejo požirati in tako uporabljati zdravil skozi usta in tudi ne prenašajo drugih parenteralnih zdravil, na primer za podkožno uporabo;
- pri bolnikih z zmerno ali hudo ledvično okvaro;[40]
- pri bolnikih, ki ne prenašajo neželenih učinkov peroralnega morfina, hidromorfona ali oksikodona.[41][42]

Pri uporabi transdermalnih obližev s fentanilom je potrebna pozornost, da bolnik ni izpostavljen zunanjim virom toplote (neposredna sončna svetloba, topli obkladki ...), saj ob tem lahko pride do povečanih sproščanja in absorpcije fentanila, kar lahko povzroči tudi smrtno nevarne zaplete.

## Neželeni učinki
Najpogostejši neželeni učinki fentanila, ki se pojavljajo pri več kot 10 % bolnikov, zajemajo slabost, bruhanje, zaprtje, suha usta, somnolentnost, zmedenost in astenijo. Manj pogosti neželeni učinki, ki se pojavljajo pri 3–10 % oseb, so bolečina v trebuhu, glavobol, utrujenost, neješčnost in izguba telesne teže, omotica, živčnost, tesnoba, depresija, gripi podobni simptomi, dispepsija (težave s prebavo), zasoplost, hipoventilacija, apneja in zastajanje seča. Uporaba fentanila je lahko povezana tudi z afazijo (moteno sposobnost za govor). Čeprav je fentanil močnejši analgetik morfin, povzroča manj slabosti ali s histaminom povezanega srbenja.
Do škodljivih posledic lahko pride tudi zaradi podcencevanja trajanja učinka fentanila. Leta 2006 je ameriški Urad za prehrano in zdravila (FDA) začel preiskavo nekaj smrtnih primerov zaradi depresije dihanja v povezavi s transdermalnimi obliži s fentanilom, kasneje so bili o tem obveščeni tudi zdravstveni delavci drugod po svetu. FDA je leta 2012 objavil poročilo o dvanajstih smrtnih primerih med majhnimi otroci in dvanajstih primerih majhnih otrok, ki so resno zboleli zaradi izpostavljenosti fentanilu v transdermalnih obližih.

### Depresija dihanja
Najnevarnejši neželeni učinek fentanila je depresija dihanja, ki pomeni zmanjšano občutljivost organizma za krvne ravni ogljikovega dioksida in zmanjšano hitrost dihanja. Posledica je lahko anoksična poškodba možganov ali celo smrt. Tveganje je manjše, če je dihalna pot med anestezijo zavarovana z endotrahealno cevko. Pri določenih skupinah bolnikov, na primer tistih z obstruktivno spalno apnejo, je tveganje večje.
Drugi dejavniki, ki lahko povečajo tveganje za depresijo dihanja:
- visoki odmerki fentanila
- spanje
- starost
- sočasna uporaba drugih zdravil, ki delujejo zaviralno na osrednje živčevje (benzodiazepini, barbiturati, inhalacijsku anestetiki) ali alkohola
- hiperventilacija
- znižane ravni CO2 v serumu
- respiratorna acidoza
- zmanjšan očistek fentanila
- zmanjšan krvni pretok do jeter
- ledvična okvara

Farmacevtske oblike s fentanilom s podaljšanim sproščanjem, kot so transdermalni obliži, lahko povzročijo nepričakovano zakasnelo respiratorno depresijo. Natančen vzrok nenadne depresije dihanja ni znan, obstaja pa več hipotez:
- zasičenost telesnega maščevja pri bolnikih s hitro in izrazito izgubo telesne teže (bolniki s kaheksijo zaradi raka, okužbe ali srčne bolezni lahko izgubijo tudi 80 % telesne maščobe);
- zgodnje zastajanje ogljikovega dioksida v telesu lahko povzroči vazodilatacijo (razširitev krvnih žil) v koži, kar pa pospeši absorpcijo fentanila; sočasna acidoza povzroči zmanjšano vezavo fentanila na serumske beljakovine in s tem se sprosti še več fentanila;
- pride do zmanjšane sedacije, ki je sicer zgodnji znak toksičnega delovanja opioidov.

### Srce in krvožilje
- Bradikardija: fentanil povzroči upočasnitev srčnega ritma, ker v možganskem deblu poveča tonus vagusnega živca in s tem ojača proženje parasimpatičnega živčevja.[53]
- Vazodilatacija: fentanil povzroči tudi dilatacijo (razširitev) ven in arterij preko delovanja na osrednje živčevje. Primarni vzrok za to je zaviranje vazomotoričnih centrov v možganskem deblu. V manjši meri deluje tudi neposredno na krvne žile.[53] Vazodilatacija je izrazitejša pri bolnikih s povečanim delovanjem simpatičnega živčevja, na primer pri bolnikih s povišanim krvnim tlakom ali kongestivnim srčnim popuščanjem.[53] Pri običajnih odmerkih ne vpliva na krčljivost srčne mišice.[53]

### Mišična okorelost
Pri hitri aplikaciji visokih odmerkov fentanila v bolusu lahko nastopi mišična okorelost, ki prizadene glasilke in lahko oteži predihavanje bolnika. Natančen mehanizem tega učinka ni poznan, lahko pa se prepreči ali zdravi z uporabo zaviralcev živčno-mišičnega prenosa.

#### Sindrom okorelega prsnega koša
Pri visokih odmerkih fentanila se lahko pojavi tako imenovani sindrom rigidnega (»olesenelega«) prsnega koša; gre za idiosinkratičen učinek, ki se pokaže z nenadno rigidnostjo mišic v predelu trebuha in trebušne prepone, ki lahko povzroči tudi odpoved dihanja. Ta sindrom je morda poglavitni vzrok smrti pri preodmerjanju s fentanilom.
Pri prekinitvi sindroma rigidnega prsnega koša je učinkovit nalokson. Do rigidnosti mišic prsnega koša pride verjetno zaradi sproščanja noradrenalina, ki aktivira adrenergične receptorje alfa, in morda tudi zaradi aktivacije holinergičnih receptorjev.
Gre za sindrom, ki se značilno pojavlja le pri aplikaciji najmočnejših opioidov, od katerih se dandanes uporabljajo fentanil in njegovi analogi. Manj močni opioidi, kot je heroin, lahko povzročijo sicer togost dihalnih mišic, vendar v veliko blažji obliki.

## Preveliko odmerjanje
Znaki in simptomi prevelikega odmerjanja fentanila so na primer letargija, koma in resna depresija dihanja. Drugi znaki so lahko hipotermija, zmanjšan mišični tonus, bradikardija in hipotenzija. Znaki zastrupitve so globoka sedacija, ataksija, mioza, krči in depresija dihanja, ki je glavni simptom.
Pri fentanilu obstaja zelo visoko tveganje za preveliko odmerjanje, saj je toksičen odmerek  nepredvidljiv. Pri večini primerov prevelikega odmerjanja s fentanilom v farmacevtskih oblikah, ki so na trgu, kadar ne gre za kombinacije z drugimi snovmi, gre za serumske koncentracije okoli vrednosti 0,025 µg/mL (v razponu od 0,005 do 0,027 µg/mL). Pri sočasni uporabi z drugimi nevarnimi snovmi lahko smrt povzročijo krvne koncentracije od okoli 7 ng/ml naprej. V okoli 85 % primerov prevelikega odmerjanja je prisotno tudi katero drugo zdravilo oziroma droga in v teh primerih pogosto ni jasno, katere ravni teh snovi so smrtne. Ker je v kombinaciji z drugimi snovmi za fentanil težko opredeliti nevarne odmerke, je tudi zelo težko preprečiti smrtne primere. Nalokson lahko delno ali povsem izniči učinek prevelikega odmerka opioidov.
Do preodmerjanja lahko pride tudi zaradi nenamerne izpostavljenosti fentanilu, na primer iz transdermalnih obližev. Julija 2014 je britanska agencija za zdravila (MHRA) izdala opozorilo o nevarnosti za potencialno življenjsko ogrožajočo nenamerno izpostavljenost fentanilu v transdermalnih obližih zlasti pri otrocih ter priporočila, naj se obliži zavržejo tako, da jih pred tem oseba po polovici prepogne in zlepi, z adhezivno stranjo navznoter. Obliže je treba shranjevati nedosegljivo otrokom.
Preodmerjanje s fentanilom zahteva zlasti v Združenih državah Amerike veliko življenj. Leta 2017 so tam fentanil in njegovi analogi povzročili več kot 29.000 smrti, kar je pomenilo velik porast glede na zadnja štiri leta. Smrti zaradi fentanila so javnozdravstveni problem na nacionalni ravni od leta 2015 tudi v Kanadi.
V deležu teh smrtnih primerov ni odgovoren fentanil v zdravilih na recept, temveč nezakonito proizveden fentanil, ki ga mešajo s heroinom ali pa ga prodajajo kot heroin.
Fentanil se pojavlja kot primes heroinu, drugim nezakonito proizvedenim opioidom in benzodiazepinom. Pogosta je onečiščenost drugih mamil s fentanilom, kot so kokain, metamfetamin, ketamin, MDMA ... Fentanil je bistveno cenejši od heroina. Največ nezakonitega fentanila in fentanilu sorodnih substanc prihaja v ZDA iz Mehike in Kitajske, pomembna država proizvajalka pa postaja tudi Indija. V Združenem kraljestvu postaja najpomembnejši vir doma nezakonito proizveden fentanil in ne več uvožen s Kitajske. V Evropi in tudi v Sloveniji se fentanil kot prepovedana droga uporablja v veliko manjšem obsegu kot na primer v ZDA.

## Mehanizem delovanja
| Afinitete za vezavo, Ki | Afinitete za vezavo, Ki | Afinitete za vezavo, Ki | Razmerje         |
| MOR                     | DOR                     | KOR                     | MOR : DOR : KOR  |
| ----------------------- | ----------------------- | ----------------------- | ---------------- |
| 0,39 nM                 | > 1.000 nM              | 255 nM                  | 1 : > 2564 : 654 |

Fentanil deluje, tako kot drugi opioidi, preko vezave na opioidne receptorje. Gre za z beljakovino G sklopljene receptorje, ki sestojijo iz sedmih transmembranskih elementov, znotrajceličnih zank, zunajceličnih zank, znotrajceličnega terminalnega dela C in zunajceličnega terminalnega dela N. Zunajcelični terminalni del N je pomemben za razločevanje različnih vezavnih substratov. Po vezavi fentanila ne receptor se zaradi sprožitve signalne poti pojavijo zaviralni učinki, med drugim se zmanjša proizvodnja cAMP, zavre vtok kalcijevih ioniv v celico ter poveča iztok kalijevih ionov iz celice. S tem se zavre proženje ascendentnih živčnih poti v osrednjem živčevju in poveča prag za bolečino s spremembo zaznavanja bolečine. Posledica je protibolečinsko delovanje.
Fentanil je agonist receptorjev μ in se nanje veže 50–100-krat močneje kot morfin. Veže se tudi na opioidne receptorje δ in κ, vendar z manjšo afiniteto. Je zelo maščobotopen, zato zlahka prehaja v osrednje živčevje.
Naslednji učinki fentanila so posledica agonističnega delovanja na receptorje μ:
- supraspinalna analgezija (μ1)
- depresija dihanja (μ2)
- telesna odvisnost
- mišična okorelost

Sedacijo in spinalno analgezijo povzroča tudi preko agonističnega delovanja na receptorje.